# Bere (Patriziergeschlecht)
Die Familie Bere war ein Patriziergeschlecht im 14. und 15. Jahrhundert in der Hansestadt Lüneburg. 

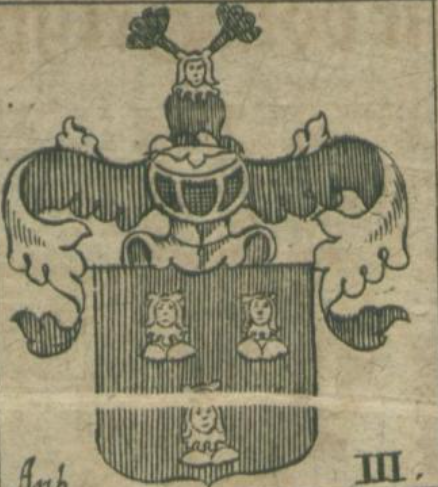
Das Wappen der Familie Bere nach Büttner.

## Geschichte
Erstmals erwähnt wurde das Geschlecht 1310 mit einem Heinrich (Henricus) Bere, welcher damit der Stammvater der Familie war. Sein Ururenkel, Borchard (Borchardus) war 1407 Notar in Lüneburg. Dessen Bruder, Heinrich Bere († 1434) war Ratsherr und Bürgermeister von Lüneburg. Sein gleichnamiger Sohn Heinrich wurde Kanoniker im Stift Bardowick. Damit starb die Familie im Mannesstamm aus.

## Wappen
Johann Heinrich Büttner beschreibt in seinem Buch Genealogiae oder Stamm- und Geschlecht-Register der vornehmsten Lüneburgischen Adelichen Patricien-Geschlechter das Wappen der Familie Bere: „Das Geschlecht der Beren (...) hatte zum Wapen einen rothen Schild in welchem drey Jungfrauen Brust-Bilder mit weisen Wumpelen oder Schleyern auff dem Haupte und weisen Kragen um den Hals in Ordnung 2:1 zu sehen waren. Auff dem Helm war auch ein solches Brust-Bild hinter welchem zwey rothe Stabe oben mit Pfauen-Federn gezieret zu beyden Seiten herfür stunden.“